# مارك تينانت
مارك تينانت هو عسكري كندي، ولد في 27 يونيو 1913 في وينيبيغ في كندا، وتوفي في 29 ديسمبر 1997 في كالغاري في كندا.